# Magyary-Kossa Géza
Nagysarlói Magyary-Kossa Géza (Kakatpuszta, 1859. augusztus 15. – 1919. február 18.) jogi doktor és országgyűlési képviselő.

## Élete
Magyary-Kossa István földbirtokos és nagybányai Horthy Jolán fia, Magyary-Kossa Ferenc unokaöccse. Középiskoláit a pesti református gimnáziumban és a bécsi Bilka-féle intézetben végezte. Jogot két évig Bécsben, egyig Pápán és egyig Budapesten hallgatott. 1884-ben nyert jogi doktori oklevelet. 1885-ben megyéjében a tiszai középjárás főszolgabírájává választották. E tisztségét 1892-ig viselte, midőn a törökszentmiklósi kerület országgyűlési képviselőjévé választotta. 1896-ban ismét megválasztották szabadelvű párti programmal, a vízügyi bizottságnak is tagja volt. 1892. november 22-én Budapesten megnősült. 1895-ben császári és királyi kamarás lett. 1896-ban a hazai első takarékpénztár választmányi tagjává választatott.
Országgyűlési beszédei a Naplókban (1885-1901) vannak.